# Twerecz (jezioro)
Jezioro Twerecz (lit. Tverečiaus ežeras) – jezioro na Litwie, na Równinie Dzisny, położone w gminie Ignalino. Do 1945 roku w powiecie święciańskim województwa wileńskiego. Przez jezioro, z zachodu na wschód, przepływa rzeka Dzisna.

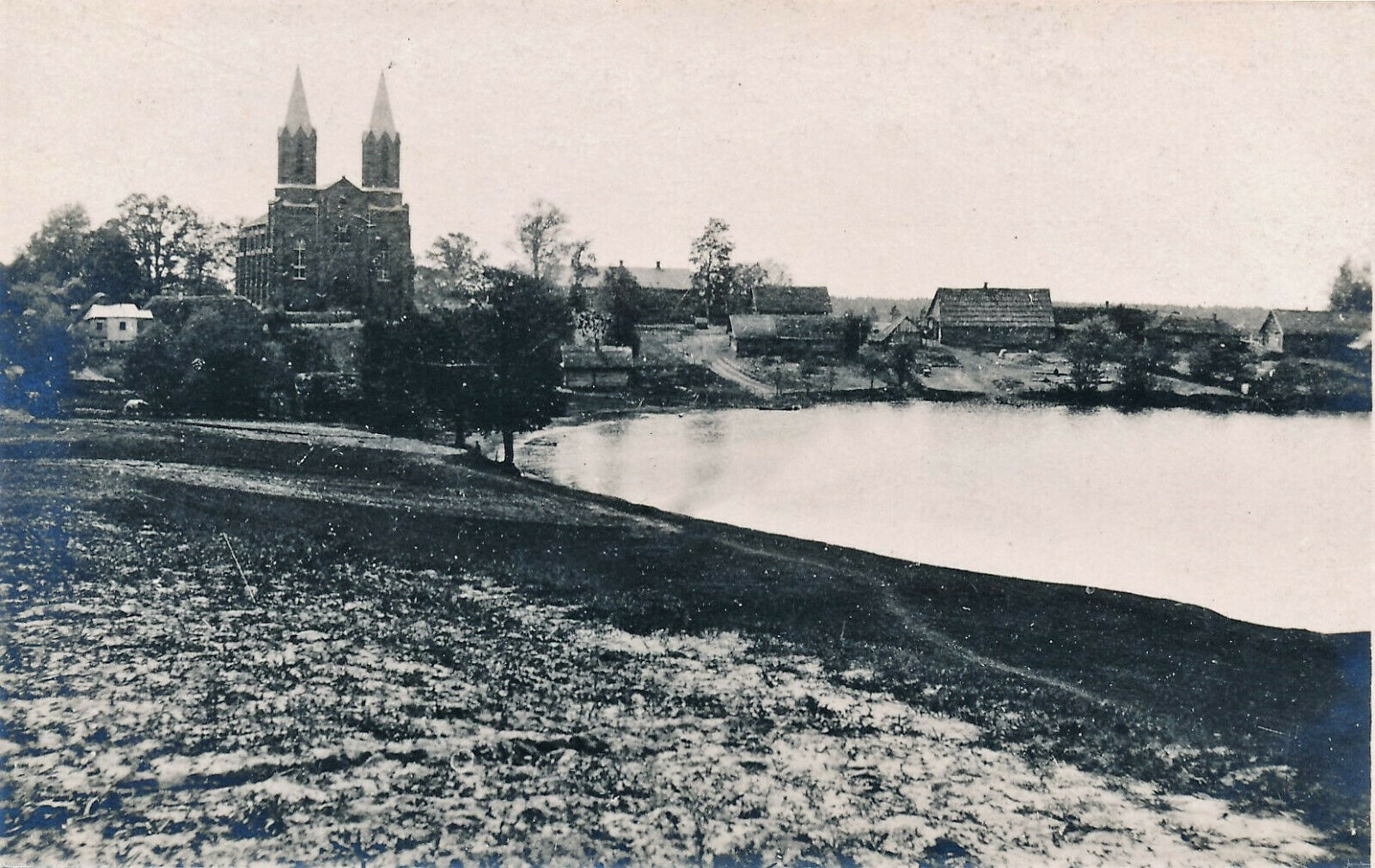
Kościół w Twereczu i jezioro w okresie I wojny światowej